# جوزيف سيروسي
جوزيف أصلان سيروسي (بالرومانية: Joseph Serrousi)‏، (26 مايو 1933 - 26 يونيو 2018) كان مصمم أزياء ورجل أعمال روماني مولود في السودان. كان مؤسس شركة الملابس سريوسي المملوكة لشركة SC NORADA SA (التي تم إطلاقها عام 1993 في Odorheiu Secuiesc) والتي تركز على بدلات الرجال. كما كان يملك اثنين من مصانع الملابس الأخرى تحت أسماء مختلفة، أيضًا في Odorheiu Secuiesc وفي بوتوشاني.
تقوم الشركات التي يملكها بتصدير المصانع إلى أوروبا كل عام بـ800،000 بنطلون للرجال والسيدات (لماركات مشهورة من ألمانيا وفرنسا والدول الاسكندنافية، مثل هوغو بوس وTiger of Sweden وغيرها الكثير)، وحوالي 700,000 بدلة رجالية. وقبل عام 2010، كان حجم التداول ثلاثة أضعاف تقريبًا (حوالي 4 ملايين وحدة). يسيطر جوزيف سيروسي أيضًا على شركة J&R Enterprises SRL التي تتخذ من بوخارست مقرًا لها. لا يزال حوالي 3000 موظف يعملون في مصانعه.
وُلد سيروسي في الخرطوم لعائلة يهودية. وصل إلى بريطانيا العظمى في عام 1957، وفي عام 1959 ذهب إلى كندا. احتل سيروسي المركز الأول في رومانيا في الستينيات. وفي عام 1974، افتتح مكتبًا تمثيليًا لشركاته الكندية في بوخارست، وكانت الشركات المملوكة للدولة الرومانية واحدة من مورديه الرئيسيين.
قدرت مجلة فوربس رومانيا ثروته بمبلغ 50 مليون يورو في عام 2010.
أطلق عليه لقب «ملك الملابس» في رومانيا، وكان أحد أهم الشركات المصنعة للملابس الرجالية إلى جانب Bigotti.
وكان أيضًا مستثمر عقاري. لقد توفي في 26 يونيو 2018 عن عمر يناهز 85 عامًا.